# 시라즈
시라즈(영어: Shiraz, 페르시아어: شیراز)는 이란의 5번째로 인구 밀집된 도시이며 파르스주의 주도이다. 시라즈는 이란의 남서부에 위치하며 루드카네예 호쉬크 강이 계절에 따라서 흐른다. 시라즈의 기후는 좋은 편이며 1000년 이상 지역의 교역 중심이었다.
도시에 대한 초기의 문헌에는 티리지스로 표기되었는데, 기원전 2000년경의 엘람의 점토판에 기록되어 있다. 13세기에 시라즈는 많은 페르시아 학자와 예술가의 존재와 그 지배층의 장려로 예술과 서한 등의 중심에 되었다. 시라즈는 1750년에서 1781년의 잔드 왕조와 사파리드 시대에도 잠시 페르시아 제국의 수도였다.
시라즈는 시, 와인과 꽃의 도시로 알려져 있다. 그곳은 많은 정원과 과수 때문에 이란인들에게 정원의 도시로 고려된다. 시라즈는 유대와 기독교 공동체를 지녔으며, 공예 기술은 삼각 설계의 모자이크, 은식기, 카펫 등의 작업으로 구성된다. 시라즈의 공업은 시멘트, 설탕, 비료, 목 제품, 금속 제품의 생산과 같은 것들이 있으며, 석유 정유와 이란의 전자 산업의 중심이다. 이란의 전자 투자의 53% 가 시라즈에 중점적으로 이루어져 왔다.

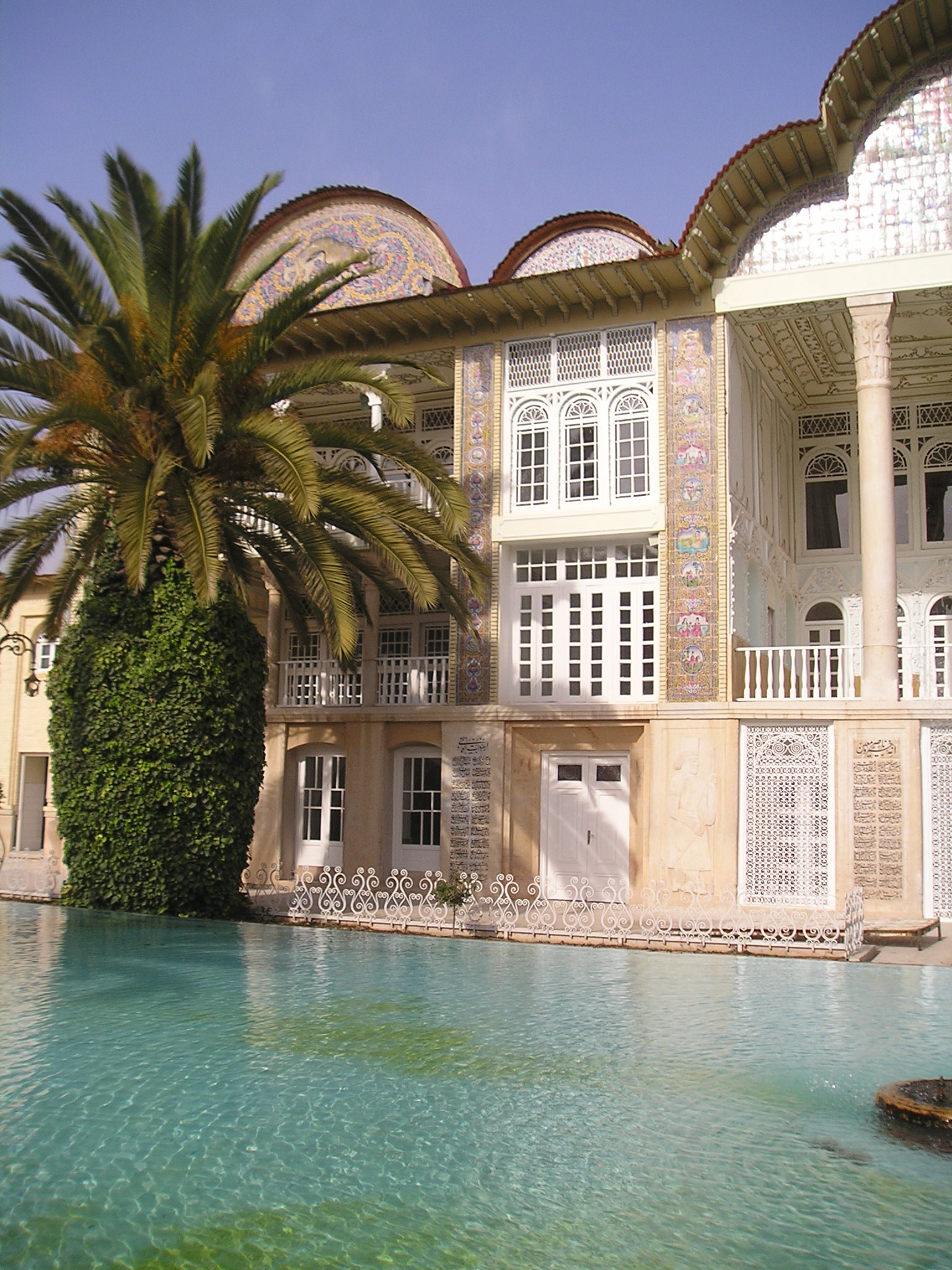
에람 정원
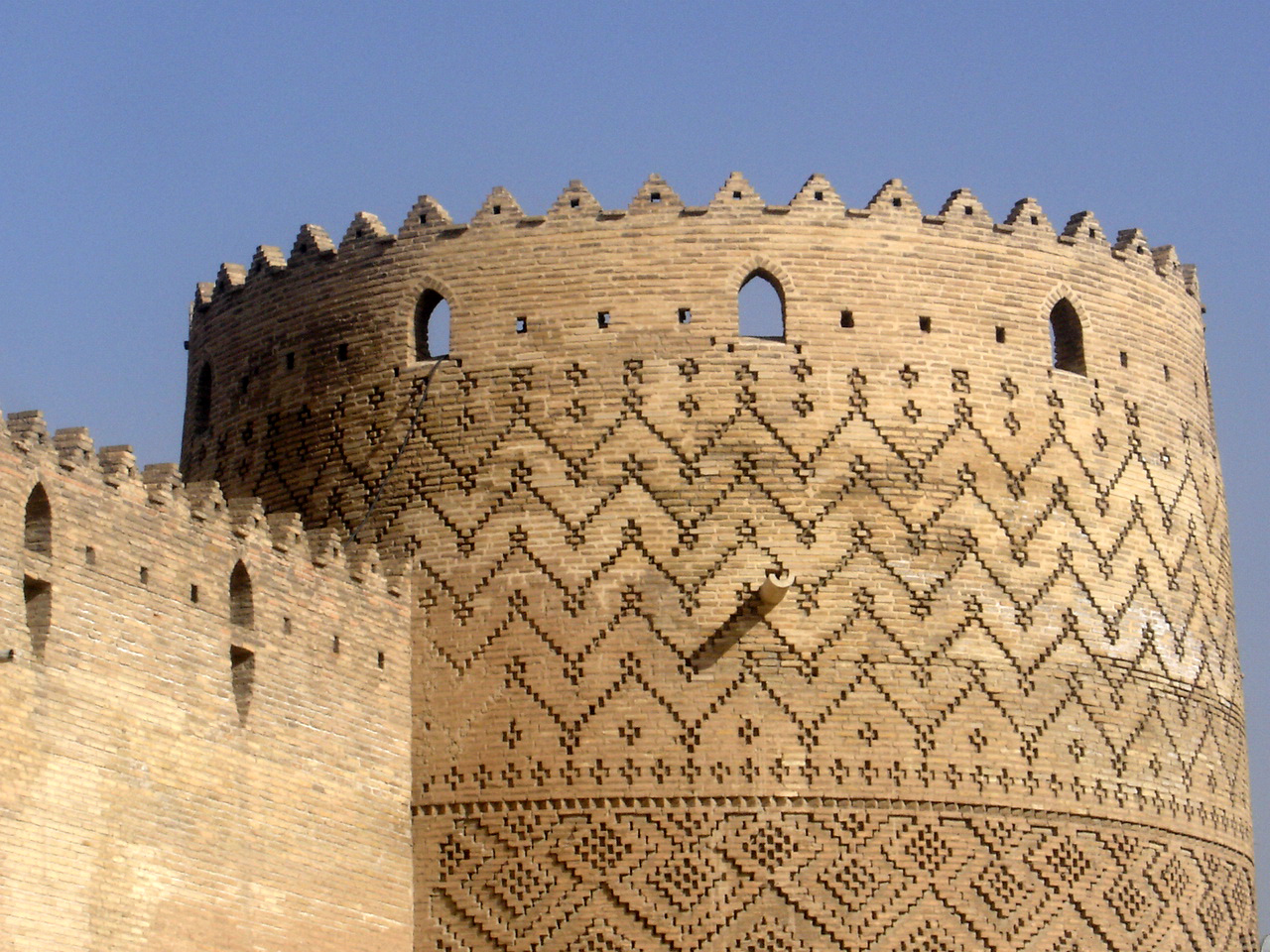
18세기 성채 카림 한-에 잔드
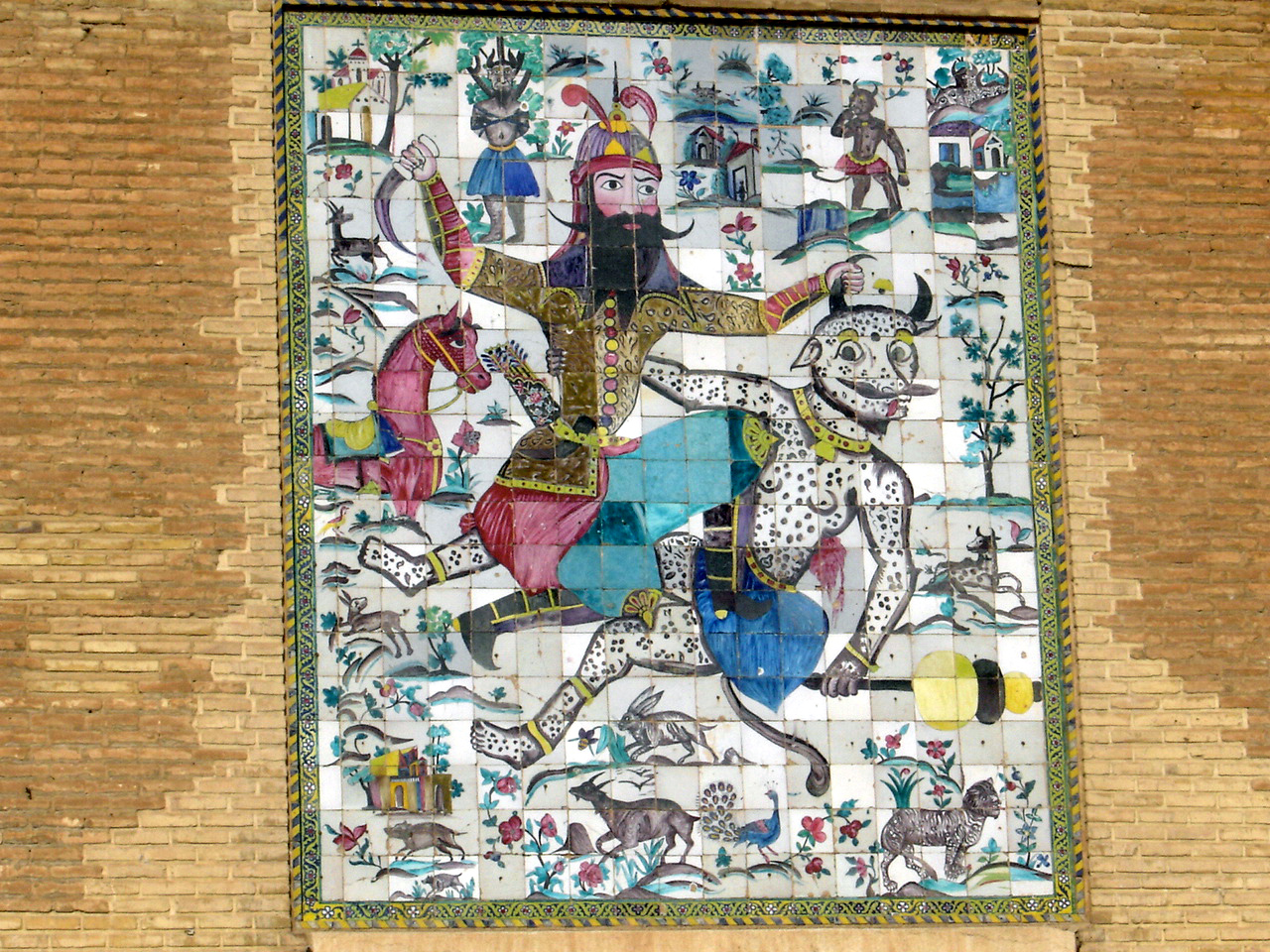
악마를 처형하는 로스탐, 19세기 모자이크 카림 한 성채

## 인구
| 연도    | 인구      | ±% p.a. |
| ------- | --------- | ------- |
| 1986    | 848,289   | —       |
| 1991    | 965,117   | +2.61%  |
| 1996    | 1,053,025 | +1.76%  |
| 2006    | 1,227,331 | +1.54%  |
| 2011    | 1,460,665 | +3.54%  |
| 2016    | 1,565,572 | +1.40%  |
| source: |           |         |

## 기후
시라즈의 기후는 쾨펜의 기후 구분에 따라 연간 강수량이 250 mm를 넘었기 때문에 스텝 기후(BSh)로 판정된 상태인 것으로 나와 있다.
| 시라즈의 기후                                        | 시라즈의 기후 | 시라즈의 기후 | 시라즈의 기후 | 시라즈의 기후 | 시라즈의 기후 | 시라즈의 기후 | 시라즈의 기후 | 시라즈의 기후 | 시라즈의 기후 | 시라즈의 기후 | 시라즈의 기후 | 시라즈의 기후 | 시라즈의 기후 |
| 월                                                   | 1월           | 2월           | 3월           | 4월           | 5월           | 6월           | 7월           | 8월           | 9월           | 10월          | 11월          | 12월          | 연간          |
| ---------------------------------------------------- | ------------- | ------------- | ------------- | ------------- | ------------- | ------------- | ------------- | ------------- | ------------- | ------------- | ------------- | ------------- | ------------- |
| 역대 최고 기온 °C (°F)                               | 23.4 (74.1)   | 25.6 (78.1)   | 30.8 (87.4)   | 34.0 (93.2)   | 39.0 (102.2)  | 42.8 (109.0)  | 43.5 (110.3)  | 42.8 (109.0)  | 39.2 (102.6)  | 35.0 (95.0)   | 28.6 (83.5)   | 24.2 (75.6)   | 43.5 (110.3)  |
| 일평균 최고 기온 °C (°F)                             | 12.9 (55.2)   | 15.6 (60.1)   | 19.6 (67.3)   | 25.0 (77.0)   | 31.3 (88.3)   | 36.7 (98.1)   | 38.7 (101.7)  | 37.7 (99.9)   | 34.3 (93.7)   | 28.4 (83.1)   | 20.3 (68.5)   | 15.3 (59.5)   | 26.3 (79.4)   |
| 일일 평균 기온 °C (°F)                               | 6.1 (43.0)    | 8.7 (47.7)    | 12.4 (54.3)   | 17.5 (63.5)   | 23.6 (74.5)   | 28.6 (83.5)   | 30.8 (87.4)   | 29.5 (85.1)   | 25.5 (77.9)   | 19.6 (67.3)   | 12.3 (54.1)   | 7.8 (46.0)    | 18.5 (65.4)   |
| 일평균 최저 기온 °C (°F)                             | −0.2 (31.6)   | 1.9 (35.4)    | 4.9 (40.8)    | 9.3 (48.7)    | 14.0 (57.2)   | 17.8 (64.0)   | 20.6 (69.1)   | 19.4 (66.9)   | 15.1 (59.2)   | 10.0 (50.0)   | 4.6 (40.3)    | 1.1 (34.0)    | 9.9 (49.8)    |
| 역대 최저 기온 °C (°F)                               | −14.0 (6.8)   | −8.1 (17.4)   | −4.3 (24.3)   | −2.0 (28.4)   | 3.0 (37.4)    | 8.1 (46.6)    | 14.0 (57.2)   | 12.0 (53.6)   | 1.0 (33.8)    | 1.6 (34.9)    | −8.0 (17.6)   | −11.0 (12.2)  | −14.0 (6.8)   |
| 평균 강수량 mm (인치)                                | 79.0 (3.11)   | 53.6 (2.11)   | 52.0 (2.05)   | 26.0 (1.02)   | 5.8 (0.23)    | 0.2 (0.01)    | 0.4 (0.02)    | 1.4 (0.06)    | 0.0 (0.0)     | 4.0 (0.16)    | 37.8 (1.49)   | 64.1 (2.52)   | 324.3 (12.78) |
| 평균 강수일수 (≥ 1.0 mm)                             | 6.3           | 5.4           | 5.1           | 3.3           | 1.3           | 0.1           | 0.2           | 0.2           | 0             | 0.8           | 3.3           | 4.7           | 30.7          |
| 평균 강우일수                                        | 9.5           | 9.2           | 9.2           | 5.9           | 1.9           | 0.3           | 0.5           | 0.3           | 0.1           | 1.3           | 5.8           | 7.6           | 51.6          |
| 평균 강설일수                                        | 1.5           | 0.6           | 0.0           | 0.0           | 0.0           | 0.0           | 0.0           | 0.0           | 0.0           | 0.0           | 0.0           | 0.6           | 2.7           |
| 평균 상대 습도 (%)                                   | 59            | 52            | 46            | 41            | 28            | 20            | 21            | 23            | 25            | 32            | 49            | 58            | 38            |
| 평균 월간 일조시간                                   | 218           | 214           | 248           | 260           | 327           | 353           | 340           | 339           | 310           | 295           | 233           | 226           | 3,363         |
| 출처 1: 미국 해양대기청 (평년값: 1991년~2020년)      |               |               |               |               |               |               |               |               |               |               |               |               |               |
| 출처 2: 이란 기상기구 (극값/강설일수: 1951년~2020년) |               |               |               |               |               |               |               |               |               |               |               |               |               |